# 符保卢
符保卢（1914年3月13日—1943年7月8日），又名符保陆，中俄混血，吉林滨江人。中华民国撑竿跳高运动员，演员，飞行员。

## 少年时期（1927-1936）

### 运动员生涯
1927年，参加哈尔滨举行的首届联合运动会，一举夺得童子组50米、100米、200米三个短跑项目的亚军，并获得该组别的个人总分第二名。
1928年，参加东三省运动会，跨越了3米的高度，拿到少年组第一。
1929年，参加第十四届华北运动会（沈阳），获得了中级组橕竿跳高冠军。
1930年4月，参加第四届中华民国全运会（杭州），以3.28米成绩夺冠。
1930年5月，参加第九届远东运动会（东京），比赛失利。
1931年5月，参加第十五届华北运动会（济南），以3.54米成绩创全国纪录。
1933年10月，参加了第五届中华民国全运会（南京），以3.75米的成绩夺冠并再次刷新全国纪录。
1934年5月，参加第十届远东运动会（马尼拉），以3.87米的成绩获得亚军。
1935年10月，参加第六届中华民国全运会（上海），以3.90米的成绩夺冠并再次刷新全国纪录。
1936年8月，参加第十一届奥林匹克运动会（柏林），虽未获得决赛名次，但是唯一通过预赛的中国选手。

### 参演电影
1935年，在天一影片公司出品的电影《海葬》中饰演“虎子”一角。

## 青年时期（1936-1943）
1936年，报考空军军官学校（第十一期），后因代表中华民国参加第十一届奥林匹克运动会而被蒋中正特批顺延至12期入伍。
1937年，进入暨南大学学习，七七事变后退学参军，受训于空军军官学校第十二期驱逐机科（与张大飞同期，两人在战前已相识）。
1939年，完成入伍生教育，从空军官校第十二期毕业。
1941年，成为第一批赴美受训的中国空军飞行员，在高級班接受P-39戰機訓練。
1942年，受訓畢業返國後，派任空軍第四大隊，飛P-66型戰機。后派在新成立的美國駐華第十四航空隊第23戰鬥機大隊服务。
1943年7月8日，在重庆白市驿机场附近驾驶P40战机练习，在转弯时失速坠地，殉职，葬于重庆南山空军坟。